# Denchworth
Denchworth – wieś w Anglii, w hrabstwie Oxfordshire, w dystrykcie Vale of White Horse. Leży 20 km na południowy zachód od Oksfordu i 93 km na zachód od Londynu.